# Пајнвуд (Јужна Каролина)
Пајнвуд (енгл. Pinewood) град је у америчкој савезној држави Јужна Каролина.

## Демографија
По попису из 2010. године број становника је 538, што је 79 (17,2%) становника више него 2000. године.
| Група             | 2000.       | 2010.       |
| Белци             | 198 (43,1%) | 209 (38,8%) |
| Афроамериканци    | 259 (56,4%) | 321 (59,7%) |
| Азијати           | 1 (0,2%)    | 3 (0,6%)    |
| Хиспаноамериканци | 1 (0,2%)    | 3 (0,6%)    |
| Укупно            | 459         | 538         |